# Anders Magnus Brinck
Anders Magnus Brinck, född 10 maj 1794 i Sandhems församling, Skaraborgs län, död 14 november 1861 i Stockholm, var en svensk borgare och politiker.

## Biografi
Anders Magnus Brinck föddes i Sandhems socken som son till Eva Stina Brinck. Han kom vid unga år till Stockholm, där han öppnade en kryddaffär 1825. Han kom snart att delta i stadens politiska liv och vann ett stort förtroende. Han invaldes till 1840/41 års riksdag i borgarståndet som representant för Stockholm, och förblev så fram till 1856/58 års riksdag. Han slöt sig snabbt till den liberala oppositionen och blev av densamma redan vid sin första riksdag vald till fullmäktig i riksgäldskontoret som ersättare av den för partiet misshaglige konservative borgmästare Jonas Ullberg. Han kom att inneha samma förtroende genom upprepade val ända fram till sin död.
Han lär i debatten inför genomdrivandet av en reform ha fällt uttalandet att: Europas ögon voro fästade å borgareståndet, som senare ofta skämtsamt citerades som prov på borgarståndets föreställning om sin egen betydelse.
Brinck var även en flitig medarbetare i konstitutionsutskottet, och vid tre riksdagar - 1844, 1847 och 1853 hedrades han av regeringen med vice talmansuppdraget.